# Александър Милев
 Тази статия е за известният езиковед.  За революционера от ВМОРО вижте Александър Стефанов.  
Александър Иванов Мѝлев е български езиковед, лексикограф, литературовед и преводач.

## Биография
Роден е на 16 септември 1904 г. в Годеч. Завършва духовната семинария в София през 1926 г., а през 1930 г. – богословие и класическа филология в Софийския университет, след което специализира в Гърция и Унгария.
В периода 1930–1945 г. работи като учител в класическите гимназии във Варна и София. От 1945 г. е научен сътрудник в Института по история при БАН. През 1946–1967 г. преподава латински и старогръцки език в Софийския университет, а от 1971 до 1980 г. е професор в Духовната академия в София. Умира на 16 април 1980 г.

## Памет
На професор Александър Милев е наречена улица в квартал „Симеоново“ в София (Карта).

## Научни трудове
Александър Милев се занимава въпроси от историята на българския език, извършва изследвания върху старобългарската и античната литература, превежда от старогръцки и латински език. По-значими негови трудове са:
- Войнов, Михаил; Георгиев, Владимир; Геров, Борис; Дечев, Димитър; Милев, Александър; Тонев, Младен. Старогръцки-български речник.   София, 1938.
- Войнов, Михаил; Милев, Александър. Латинско-български речник. 3.   София, „Казанлъшка долина“, 1939.
- „Гръцките съществителни имена в българския език“ (1955)
- „Латинските имена в българския език“ (1956)
- „За авторството на пространното Климентово житие“ (1957)
- Милев, Александър; Братков, Йордан;  Николов, Божил. Речник на чуждите думи в българския език.   София, Държавно издателство „Наука и изкуство“, 1958.[1]